# Cross My Heart
『Cross My Heart』（クロス・マイ・ハート）は、DAY-BREAKの通算2枚目のシングル。2000年8月19日にポニーキャニオンよりリリース。

## 解説
前作「ONE」より約3ヵ月ぶりのリリース。前作同様、テレビアニメ『妖しのセレス』エンディングテーマに起用された。また『妖しのセレス オリジナル・サウンドトラック Vol.2』にも収録されている。

## 収録曲
1. Cross My Heart
  - テレビアニメ『妖しのセレス』エンディングテーマ
  - 作詞：森由里子、作曲・編曲：酒井良
2. Cross My Heart(of Sunrise)
  - 作詞：森由里子、作曲・編曲：酒井良
3. Cross My Heart(vocal off)
  - 作詞：森由里子、作曲・編曲：酒井良
4. Cross My Heart(of Sunrise,vocal off)
  - 作詞：森由里子、作曲・編曲：酒井良
5. The Beach Side of The Moon
  - 作曲・編曲：酒井良